# Saison 4 de Raising Hope
Chronologie
Saison 3
Cet article présente les vingt-deux épisodes de la quatrième et dernière saison de la série télévisée américaine Raising Hope.

## Diffusion francophone
- En France, la quatrième saison a été diffusée :
  - du 16 avril 2015[3] au 1er mai 2015 sur M6[4].

## Synopsis
Jimmy Chance, 23 ans, habite chez ses parents, Virginia et Burt, et vit de petits boulots. Sa vie change littéralement lorsqu'il se retrouve contraint d'élever sa fille Hope, âgée de quelques mois et fruit d'une aventure d'une nuit avec une tueuse en série condamnée à mort et exécutée.

## Distribution

### Acteurs principaux
- Lucas Neff (VF : Alexandre Gillet) : James « Jimmy » Chance
- Martha Plimpton (VF : Élisabeth Fargeot) : Virginia Chance
- Garret Dillahunt (VF : Vincent Ropion) : Burt Chance
- Shannon Woodward (VF : Hélène Bizot) : Sabrina Collins
- Cloris Leachman (VF : Michelle Bardollet) : Barbara June Thompson « Maw Maw », arrière-arrière-grand-mère de Hope et grand-mère de Virginia
- Gregg Binkley (VF : Philippe Siboulet) : Barney, manager de l’épicerie Palooza
- Baylie Cregut et Rylie Cregut : Hope Chance (née Princesse Beyoncé Carlyle)

### Acteurs récurrents
- Kate Micucci (VF : Barbara Beretta) : Shelly
- Todd Giebenhain (VF : Éric Marchal) : Frank
- Kelly Heyer : Virginia adolescente
- Corey Eid : Burt adolescent

### Invités
- Jeffrey Tambor (VF : Richard Leblond) : Arnold (épisodes 1 et 22)
- Molly Shannon (VF : Danièle Douet) : Maxine (épisodes 5 et 13)
- Mindy Sterling : la procureur (épisode 6)
- Eric Nenninger : Monsieur Lennox (épisode 6)
- Michelle Hurd : agent Thompson (épisode 7)
- Amy Sedaris : Delilah (épisode 11)
- Lee Majors : Ralph, le père de Burt Chance (épisode 12)
- Shirley Jones : Christine, la mère de Burt Chance (épisode 12)
- Brigitte Nielsen : Svetlana (épisode 14)
- Keith Carradine : Colt Palomino (épisode 15)
- Judith Light : Judith, patronne de Virginia (épisode 18)
- Michael Rapaport (VF : Ludovic Baugin) : Michael (épisode 20)
- Lesley Nicol : Eleanor (épisode 21)
- Kenny Loggins : lui-même (épisode 22)

## Production

### Développement
Le 4 mars 2013, la série a été renouvelée pour cette quatrième saison.
Les deux derniers épisodes de la troisième saison ont été conservés pour être intégrés et diffusés lors de la quatrième saison.

### Casting
En juillet 2013, l'actrice Molly Shannon obtient un rôle récurrent lors de la quatrième saison, suivis de Jeffrey Tambor invité le temps d'un ou deux épisodes, Amy Sedaris, Mindy Sterling, Michelle Hurd, Keith Carradine, Judith Light, Michael Rapaport et Lesley Nicol.

## Liste des épisodes

### Épisode 1:Un air de déjà vu
- États-Unis /  Canada : 15 novembre 2013 sur FOX[15] / Citytv
- Suisse : 14 septembre 2014 sur RTS Un[16]
- Belgique : 20 janvier 2015 sur RTL-TVI[17]

- États-Unis : 2,38 millions de téléspectateurs[18] (première diffusion)

- Jeffrey Tambor (Arnold / Cookie Man)
- Dan Coscino (Dancin' Dan)
- Desiree Cooper (10-Year-Old Virginia)
- Terrence Beasor (Paw Paw)
- John Emery Mariano (5-Year-Old Jimmy)

### Épisode 2:Troc troc, badaboum!
- États-Unis /  Canada : 15 novembre 2013 sur FOX / Citytv
- Suisse : 21 septembre 2014 sur RTS Un[16]
- Belgique : 21 janvier 2015 sur RTL-TVI

- États-Unis : 2,03 millions de téléspectateurs[18] (première diffusion)

- Eddie Steeples (Tyler)
- Josh Wolf (Josh)
- Shobhit Agarwal (Dr Conaway)
- Nicole J. Butler (Barb)
- Cecile Bershad (Old Lady Stevens)
- Dominic Cooper (Phil)
- Clyde Kusatsu (M. Lee)
- Brian Bero (Puppeteer)

### Épisode 3:Oh mon bateau
- États-Unis /  Canada : 22 novembre 2013 sur FOX / Citytv
- Suisse : 28 septembre 2014 sur RTS Un[16]
- Belgique : 22 janvier 2015 sur RTL-TVI

- États-Unis : 2,45 millions de téléspectateurs[19] (première diffusion)

- Trace Garcia (Six-Year-Old Jimmy)
- E.E. Bell (Terry)
- Bernie Kopell (Charles)
- Nick Armstrong (Evan)
- Kelli Dawn Hancock (Officer Shanley)
- Monica Garcia (EMT)

### Épisode 4:Vidéos à mateurs
- États-Unis /  Canada : 22 novembre 2013 sur FOX / Citytv
- Suisse : 5 octobre 2014 sur RTS Un[16]
- Belgique : 23 janvier 2015 sur RTL-TVI

- États-Unis : 2,25 millions de téléspectateurs[19] (première diffusion)

- James Keane (Dr Walters)

### Épisode 5:La Vie d'artiste
- États-Unis /  Canada : 29 novembre 2013 sur FOX / Citytv
- Suisse : 12 octobre 2014 sur RTS Un[16]
- Belgique : 26 janvier 2015 sur RTL-TVI[17]

- États-Unis : 1,74 million de téléspectateurs[20] (première diffusion)

- Molly Shannon (Maxine)
- August Maturo (Nerdy Kid)
- Carla Jimenez (Rosa)
- Carmina Garay (Danielle)
- G. Maximilian Zarou (Jack)
- Trace Garcia (Jimmy à six ans)

### Épisode 6:Cérémonie de renaissance
- États-Unis /  Canada : 29 novembre 2013 sur FOX / Citytv
- Suisse : 19 octobre 2014 sur RTS Un[16]
- Belgique : 27 janvier 2015 sur RTL-TVI[17]

- États-Unis : 1,63 million de téléspectateurs[20] (première diffusion)

- Lou Wagner (Wally Phipps)
- Robyn Rice (Mme Braxton)
- DeeDee Michaels (Meter Maid)
- Usha Kiren (Mindy)
- Jill Klopp (Abigail)
- Annie Ruby (Marnie)
- Billy Britt Jr. (Bobby Bowman)
- Eric Nenninger (Aaron)
- Mindy Sterling (Prosecutor)
- Lou Beatty Jr. (le juge)
- Ayumi Iizuka (le docteur)

### Épisode 7:Fenêtre sur arrière-cour
- États-Unis /  Canada : 6 décembre 2013 sur FOX / Citytv
- Suisse : 26 octobre 2014 sur RTS Un[16]
- Belgique : 27 janvier 2015 sur RTL-TVI[17]

- États-Unis : 2,74 millions de téléspectateurs[21] (première diffusion)

- Diedrich Bader (Gary)
- Rebecca Lowman (Gina)
- Michelle Hurd (agent Thompson)
- Cecile Bershad (Lady Stevens âgée)
- Michael Robert Oliver (Norman Bates)

- Cet épisode est une parodie du film Fenêtre sur cour d'Alfred Hitchcock.

### Épisode 8:La Théorie du chaos
- États-Unis /  Canada : 6 décembre 2013 sur FOX / Citytv
- Suisse : 2 novembre 2014 sur RTS Un[16]
- Belgique : 28 janvier 2015 sur RTL-TVI[17]

- États-Unis : 2,13 millions de téléspectateurs[21] (première diffusion)

- Ryan Doom (Wyatt)

### Épisode 9:Le Candidat idéal
- États-Unis /  Canada : 13 décembre 2013 sur FOX / Citytv
- Suisse : 9 novembre 2014 sur RTS Un[16]
- Belgique : 29 janvier 2015 sur RTL-TVI[17]

- États-Unis : 2,1 millions de téléspectateurs[22] (première diffusion)

- Mary Birdsong (le maire Suzie Hellman)
- Carla Jimenez (Rosa)
- Usha Kiren (Mindy)
- Candace Kita (Mme Hoo)
- Dan Coscino (Dancin' Dan)
- Stephen Stanton (le narrateur)

### Épisode 10:L'Abeille et la Bête
- États-Unis /  Canada : 13 décembre 2013 sur FOX / Citytv
- Suisse : 16 novembre 2014 sur RTS Un[16]
- Belgique : 30 janvier 2015 sur RTL-TVI[17]

- États-Unis : 1,91 million de téléspectateurs[22] (première diffusion)

- Gary Anthony Williams (Dave Davidson)
- Peter Mackenzie (M. Gunderson)
- Betsy Sodaro (Candy)
- Barak Hardley (Gary Dilford)
- Lindsey Kabus (Karen Anderson)
- Any Anderson (Kelly)
- Andre Gordon (Wayne Hill)
- Joy Regullano (la jeune femme

### Épisode 11:Avide et contre tout
- États-Unis /  Canada : 10 janvier 2014 sur FOX / Citytv
- Suisse : 23 novembre 2014 sur RTS Un[16]
- Belgique : 2 février 2015 sur RTL-TVI[17]

- États-Unis : 2,7 millions de téléspectateurs[23] (première diffusion)

- Carla Jimenez (Rosa)
- Claire Jacobs (Mme Pembroke)
- Michelle LaRue (Kimberly)
- Augusta Mariano (Ashley)
- Melody Butiu (Gladys)
- Amy Sedaris (Delilah)
- James Cavlo (Thad)
- Brooke Engen (Winnie)
- Tiffany Engen (Lynnie)
- Dawn Frances (la femme)
- Chris Pentzell (le chef Crew)

### Épisode 12:La Reine du gratin
- États-Unis /  Canada : 17 janvier 2014 sur FOX / Citytv
- Suisse : 30 novembre 2014 sur RTS Un[16]
- Belgique : 3 février 2015 sur RTL-TVI[17]

- États-Unis : 2,5 millions de téléspectateurs[24] (première diffusion)

- Shirley Jones (Christine)
- Lee Majors (Ralph)

### Épisode 13:Scènes de ménage
- États-Unis /  Canada : 24 janvier 2014 sur FOX / Citytv
- Suisse : 7 décembre 2014 sur RTS Un[16]
- Belgique : 4 février 2015 sur RTL-TVI[17]

- États-Unis : 2,35 millions de téléspectateurs[25] (première diffusion)

- Molly Shannon (Maxine)
- Aayush Chandan (Steve)

### Épisode 14:Les Olympiades de la supérette
- États-Unis /  Canada : 31 janvier 2014 sur FOX / Citytv
- Suisse : 14 décembre 2014 sur RTS Un[16]
- Belgique : 5 février 2015 sur RTL-TVI[17]

- États-Unis : 1,85 million de téléspectateurs[26] (première diffusion)

- Gary Anthony Williams (Dave Davidson)
- Dan Coscino (Dancin' Dan)
- Jeremy Guskin (Maxim)
- Brigitte Nielsen (Svetlana)
- Nick Gracer (Sergei)
- Kali Muscle (Brett)
- Juliocesar Chavez (Larry)
- Ronal F. Hoiseck (Theo)
- Grayson Hunter Goss (Burt jeune)

### Épisode 15:Buffalo Boule
- États-Unis /  Canada : 7 février 2014 sur FOX / Citytv
- Suisse : 21 décembre 2014 sur RTS Un[16]
- Belgique : 6 février 2015 sur RTL-TVI[17]

- États-Unis : 1,68 million de téléspectateurs[27] (première diffusion)

- Keith Carradine (Coly Palomino)
- Gwen Stewart (Jessica)

### Épisode 16:Quinze ans d'âge mental
- États-Unis /  Canada : 28 février 2014 sur FOX / Citytv
- Suisse : 28 décembre 2014 sur RTS Un[16]
- Belgique : 9 février 2015 sur RTL-TVI[17]

- États-Unis : 1,8 million de téléspectateurs[28] (première diffusion)

- Tommy Chong (Hubert)
- Alison Tafel (Cindy)
- Soledad Campos (Dr Lee)
- Augusta Mariano (Ashley)
- Wyatt Carnel (Gavin)

### Épisode 17:Au tableau d'honneur
- États-Unis /  Canada : 7 mars 2014 sur FOX / Citytv
- Suisse : 4 janvier 2015 sur RTS Un[16]
- Belgique : 10 février 2015 sur RTL-TVI[17]

- États-Unis : 1,56 million de téléspectateurs[29] (première diffusion)

- Cheryl Texiera (Shelby)
- Brad Grunberg (Eddie)
- Michael Ray Bower (Kevin)
- Christin Jezak (la femme)
- Diego Villarreal Garcia (l'officier de police)
- Angel Fajardo (le père)

### Épisode 18:Pour la bonne cause
- États-Unis /  Canada : 14 mars 2014 sur FOX / Citytv
- Suisse : 11 janvier 2015 sur RTS Un[16]
- Belgique : 11 février 2015 sur RTL-TVI[17]

- États-Unis : 1,42 million de téléspectateurs[30] (première diffusion)

- Judith Light (Louise)

### Épisode 19:Fantôme, fais-moi peur
- États-Unis /  Canada : 21 mars 2014 sur FOX / Citytv
- Suisse : 18 janvier 2015 sur RTS Un[16]
- Belgique : 12 février 2015 sur RTL-TVI[17]

- États-Unis : 1,38 million de téléspectateurs[31] (première diffusion)

- Eddie Steeples (Tyler)
- Mike O'Malley (Jim)
- Kit Pongetti (Christy)
- Azlan Savage (la petite fille)

### Épisode 20:Le Nid vide
- États-Unis /  Canada : 28 mars 2014 sur FOX / Citytv
- Suisse : 25 janvier 2015 sur RTS Un[16]
- Belgique : 13 février 2015 sur RTL-TVI[17]

- États-Unis : 1,53 million de téléspectateurs[32] (première diffusion)

- Michael Rapaport (Michael)
- Giovonnie Samuels (Regina)
- Seana Kofoed (Doris)

### Épisode 21:La Bonne, le Burt et les Truands
- États-Unis /  Canada : 4 avril 2014 sur FOX[2] / Citytv
- Suisse : 1er février 2015 sur RTS Un[16]
- Belgique : 16 février 2015 sur RTL-TVI[17]

- États-Unis : 1,6 million de téléspectateurs[33] (première diffusion)

- Lesley Nicol (Eleanor)
- Michael Bowen (Muller)
- Jeremy Steel (Nate)
- Jourdan Steel (Phil)
- Carol Herman (Mabel)
- Al Johnson (l'homme)
- Matt Leonard (Big Kuhuna)

### Épisode 22:Père et Impairs
- États-Unis /  Canada : 4 avril 2014 sur FOX[2] / Citytv
- Suisse : 8 février 2015 sur RTS Un[16]
- Belgique : 17 février 2015 sur RTL-TVI[17]

- États-Unis : 1,52 million de téléspectateurs[33] (première diffusion)

- Jeffrey Tambor (Arnold)
- Kenny Loggins (lui-même)
- Lou Wagner (Wally Phipps)
- Cecile Bershad (Lady Stevens âgée)